# Madeleine Yamechi
Madeleine Yamechi Sielanou est une haltérophile camerounaise naturalisée française née le 6 mars 1982 au Cameroun.
Elle représente tout d'abord le Cameroun. Elle est triple médaillée de bronze (arraché, épaulé-jeté et total) en moins de 69 kg aux `Jeux africains de 1999. Elle remporte trois médailles d'or aux Jeux du Commonwealth de 2002 à Manchester en moins de 69 kg (arraché, épaulé-jeté et total). Elle réédite cette performance aux Jeux africains de 2003 à Abuja. Aux Championnats d'Afrique d'haltérophilie 2004, elle est médaillée d'or à l'arraché et au total et médaillée d'argent à l'épaulé-jeté en moins de 69 kg.
Aux Jeux olympiques d'été de 2004 à Athènes, elle termine septième du classement dans la catégorie des moins de 69 kg.
Elle dispute depuis 2006 les compétitions internationales sous les couleurs françaises. Elle est sacrée championne de France cette année-là.